# ジャッキー・ウィルソン (ミュージシャン)
ジャック・リロイ・“ジャッキー”・ウィルソン・ジュニア（Jack Leroy "Jackie" Wilson Jr.、1934年6月9日 - 1984年1月21日）は、アメリカのソウル/R&Bの歌手。1934年6月9日ミシガン州デトロイト出身、1984年1月21日にニュージャージー州マウント・ホリーで肺炎が原因で死去した。
「ローリング・ストーンの選ぶ歴史上最も偉大な100人のシンガー」において第26位。
「ローリング・ストーンの選ぶ歴史上最も偉大な100組のアーティスト」において第69位。

## 生涯
サム・クック、ジェームス・ブラウンと並び、ソウルのパイオニアの一人とされる。彼は高校を中退後、ボクシングに熱中するようになった。ビリー・ワード&ザ・ドミノスに在籍、1950年代末頃からソロ活動を開始。1957年にブランズウィックと契約し「リート・プティ」でデビュー。この作品は、モータウンの設立者のベリー・ゴーディJr.が関わっており、その後も作品を提供している。特にヒットしたのが、1958年の「ロンリー・ティアドロップス」で、R&Bチャート1位となり、ポップス・チャートでは7位を記録した。ウィルソンのこの頃のサウンドは、モータウン・サウンドの原形となっていると言われる。
1967年、「ハイヤー・アンド・ハイヤー」がビルボード・Hot 100で6位、R&Bチャートで1位を記録した。
代表曲の一つである「リート・プティ」は、ウィルソンの死去から2年11か月後の1986年12月27日付全英シングルチャートで1位を獲得。1957年の発売当時は1位を獲得していないため、1957年11月16日付で同チャートに初登場して以来29年1か月後の1位という記録を達成した。

## ディスコグラフィ

### アルバム
- He's So Fine (Brunswick 54042 / 1958)
- Lonely Raindrops (Brunswick 54045 / 1959)
- So Much (Brunswick 54050 / 1960)
- Jackie Wilson Sings The Blues (Brunswick 54055 / 1960)+
- A Woman, A Lover, A Friend (Brunswick 54059 / 196l)
- You Ain't Heard Nothing Yet (Brunswick 54100 / 1961)+
- By Special Request (Brunswick 54101 / 1961)
- Body And Soul (Brunswick 54105 / 1962)
- Jackie Wilson At The Copa (Brunswick 54108 / 1962)
- Sings The World's Greatest Melodies (Brunswick 54108 / 1962)
- Baby Workout (Brunswick 54110 / 1963)+
- Merry Christmas (Brunswick 54112 / 1963)
- with Linda Hopkins: Shake A Hand (Brunswick 1963)
- Somethin' Else (Brunswick 54117 / 1964)
- Soul Time (Brunswick 54118 / 1965)
- Spotlight On Jackie Wilson (Brunswick 54119 / 1965)
- Soul Galore (Brunswick 54120 / 1966)+
- Whispers (Brunswick 54122 / 1967)+
- Higher And Higher (Brunswick 54130 / 1967)+
- with Count Basie: Manufacturers Of Soul (Brunswick 754134/1968)
- I Get The Sweetest Feeling (Brunswick 754138 / 1968)
- Do Your Thing (Brunswick 714154 / 1970)
- This Love Is Real (Brunswick 1970)
- You Got Me Walking (Brunswick 754172 / 1971)
- Beautiful Day (Brunswick 754189/1973)
- Nowstalgia (Brunswick 754199 / 1974)
- Nobody But You (Brunswick 754212 / 1976)